# Мария Магдалена Австрийска (1689 – 1743)
Мария Магдалена Йозефа Австрийска (на немски: Maria Magdalene Josefa von Österreich) * 26 март 1689, Виена; † 1 май 1743, Виена) от династията Хабсбурги, е австрийска ерцхерцогиня.

## Биография
Тя е дъщеря на император Леополд I (1640 – 1705) и третата му съпруга Елеонора Магдалена фон Пфалц-Нойбург (1655 – 1720), дъщеря на курфюрст Филип Вилхелм фон Пфалц. Сестра е на императорите Йозеф I (1678 – 1711) и Карл VI (1685 – 1740).
Тя оставя неомъжена. Не се осъществяват плановете да я омъжат в португалския кралски двор, където нейната сестра Мария-Анна е кралица.
Мария Магдалена е много близка с племенница си Мария Терезия, дъщерята на нейния брат Карл (император Карл VI).
Тя умира на 54 години от пневмония и е погребана в императорската гробница във Виена.